# 子来町
子来町（こらいまち）は、石川県金沢市の町名。丁目を持たない単独町名であり、住居表示未実施区域。

## 地理
- 東山との中間に位置している。

## 歴史
- 1870年（明治3年）- 卯辰山開拓により町立てされる。加賀国河北郡金沢城下子来町。加賀藩領。
- 1871年（明治4年）
  - 日付不詳 - 国運寺門前、法住寺門前を編入。
  - 8月29日（7月14日） - 廃藩置県により金沢県の管轄となる。
- 1872年3月10日（明治5年2月2日） - 金沢県が改称して石川県となる。
- 1879年（明治12年）12月17日 - 郡区町村編制法施行により、金沢区発足。同区の町名となる。
- 1889年（明治22年）4月1日 - 市制施行により、金沢市発足。同市の町名となる。

## 世帯数と人口
2022年（令和4年）8月1日現在の世帯数と人口は以下のとおりである。
| 町丁   | 世帯数 | 人口 |
| ------ | ------ | ---- |
| 子来町 | 37世帯 | 64人 |

## 小・中学校の学区
市立小・中学校に通う場合、学区は以下のとおりとなる。
| 番・番地等 | 小学校             | 中学校             |
| ---------- | ------------------ | ------------------ |
| 全域       | 金沢市立明成小学校 | 金沢市立長町中学校 |

## 交通

### 鉄道
町内に鉄道駅はない。

### バス
町内にバス停はないが、北鉄金沢バス 卯辰山線の豊国神社前バス停が近接している。

### 道路
町内を通過する国道、県道はない。

## 施設
- 宝泉寺